# Рибат, Джон
Джон Рибат (англ. John Ribat; род. 9 февраля 1957, Волаволо, Папуа — Новая Гвинея) — первый новогвинейский кардинал, член Конгрегации Миссионеров Святейшего Сердца Иисусова. Титулярный епископ Макрианы Малой и вспомогательный епископ Береины с 30 октября 2000 по 12 февраля 2002. Епископ Береины с 12 февраля 2002 по 16 апреля 2007. Коадъютор архиепархии Порт-Морсби с 16 апреля 2007 по 26 марта 2008. Архиепископ Порт-Морсби с 26 марта 2008. Кардинал-священник с титулом церкви Сан-Джованни-Баттиста-де-Росси с 19 ноября 2016.

## Источник
- Информация  (англ.)